# Francisco Lerena Zambrano
Francisco Lerena Zambrano, exmembre de la Guàrdia Civil i membre conegut com a Alejandro del servei d'intel·ligència CESID (ara CNI) infiltrat en grups d'extrema dreta a Espanya. Va aconseguir desbaratar diversos intents d'atemptats terroristes, especialment el programat l'1 de juny de 1985 a La Corunya, contra la Família Reial i el Govern de Felipe González durant una desfilada militar.
En referència al talp o espia que es va infiltrar amb èxit en l'organització terrorista ETA político-militar, Mikel Lejarza, conegut com a El lobo, alguns van començar a usar l'àlies de Lobo Azul per referir-se a Lerena i a l'èxit d'ambdós.

## Història
Francisco Lerena Zambrano el 1982 es presenta al comandant Ricardo Sáenz de Ynestrillas, condemnat a sis mesos i un dia per la seva col·laboració en l'operació Galàxia, com a industrial establert a Las Palmas simpatitzant de la dreta més conservadora, especialment la unitat de l'Estat i la lluita contra ETA. Ricardo en aquestes dates havia creat una petita empresa de seguretat privada (Prosevi S.A.) on es van ser agrupant alguns exaltats que organitzaven activitats paramilitars.
El 1984 desbarata un atemptat contra un autobús d'uns 50 familiars de presos d'ETA quan tornava de la presó d'Alcalá Meco. Després desbarataria un intent d'atemptat en la línia 1 del Metro de Madrid.
Amb l'estrena de la polèmica pel·lícula Je vous salue, Marie als cinemes Alphaville de Madrid, on es dubtava de la virginitat de Maria, va frustrar la col·locació d'una bomba després d'un avís. Va frustrar un atemptat amb una motocicleta Vespa amb explosius contra el diputat Juan María Bandrés un atemptat contra un dels responsables del CESID, Santiago Bastos Noreña, mitjançant unes granades.

### El Zambombazo
És el 1985 quan participa en el fracàs del major intent d'atemptat terrorista de l'extrema dreta en la història moderna per la seva notorietat, es pretenia acabar el Dia de les Forces Armades, amb el rei, la reina, les infantes, tot el govern presidit per Felipe González, a més dels almiralls Ángel Liberal Lucini, Guillermo Salas i els tinents generals José María Sáenz de Tejada i José Santos, reunits per presidir les marxes militars. Aquesta operació es va conèixer com El Zambombazo.
La idea s'origina un any abans per intentar crear un buit de poder i cop definitiu que col·loqui a l'exèrcit com a govern provisional i suspengui la coneguda com transició, col·locant ETA o el GRAPO com a responsables, a més d'intentar controlar els màxims mitjans de comunicació per obtenir el màxim suport popular.
El Govern va decidir llavors intervenir i desbaratar el cop sense detencions i de manera silenciosa per així no crear de nou màrtirs com en l'anterior intent de cop d'estat el 1981. L'atemptat fallit no es coneixeria fins a la publicació a El País, d'un article sobre aquest tema el 17 de febrer de 1991.
Ricardo Sáenz de Ynestrillas, que pretenia fundar una organització política, va ser assassinat per ETA a les portes de casa seva el 1986.